# Картуш
Карту́ш (фр. cartouche — «орнаментальная окантовка в виде свитка со свёрнутыми углами», от итал. cartoccio «бумажный свёрток, кулёчек, мешочек для порохового заряда», что восходит к итал. carta — бумага) — в архитектуре и декоративном искусстве — мотив в виде обрамлённого завитками щита или «полуразвёрнутого, часто с надорванными либо надрезанными краями рулона бумаги, свитка», на котором может помещаться герб, эмблема или надпись.

## История
Картуши возникли в эпоху Возрождения на рубеже XV—XVI веков. В ренессансной Италии такой мотив называли tirate (букв. «тянучка») — сложное переплетение лент; во Франции — бандероль, в мусульманском искусстве — унван.
В эпоху барокко и рококо картуши приобретают более сложные, часто асимметричные, динамичные формы. Вопреки изначальному значению слова картушами стали называть самые разные декоративные элементы, несущие маскароны, девизы, даты, геральдические щиты с гербами и эмблемами. Ещё одна разновидность названия — картель (фр. cartelle, также от итал. carta — бумага, мотив, напоминающий полуразвёрнутый рулон бумаги, но часто с причудливо надорванными и загнутыми углами). В эпоху рококо такие картели соединяли с рокайлями, отчего возникло распространённое определение: «искусство рокайлей и картелей». Сложность, однако, состоит в том, что словом «картель» во Франции XVIII века называли настенные и напольные корпусные часы с маятником, оформленные рокайльным орнаментом.
Картуши можно встретить и в более позднее время в архитектуре эклектики, модерна, неоклассицизма. Распространившиеся в XVI—XVIII веках картуши украшают парадные входы во дворцы, престижные особняки и административные здания.
Картуши размещали над парадными входами в здания и оконными проёмами, в тимпанах фронтонов, в интерьерах зданий, на монументах, надгробных плитах и документах. Подобные изображения в овальном или круглом обрамлении именуются медальонами. На гравюрах и географических картах картуши, как правило, несут сопровождающий текст.

## Галерея

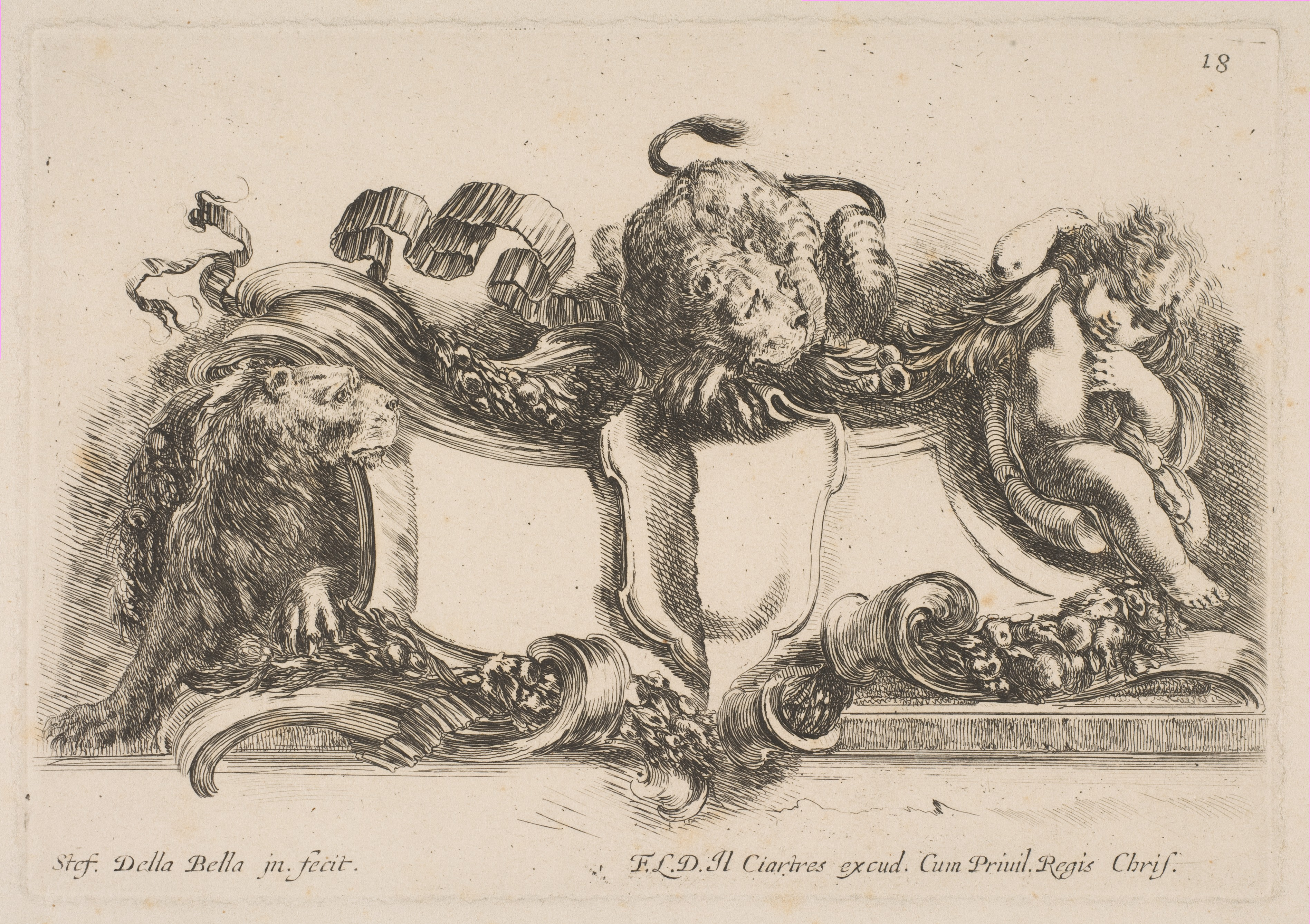
Стефано делла Белла. Картуш в виде геральдического щита с изображениями двух львов и путто. 1646. Офорт. Нью-Йорк, Музей Метрополитен
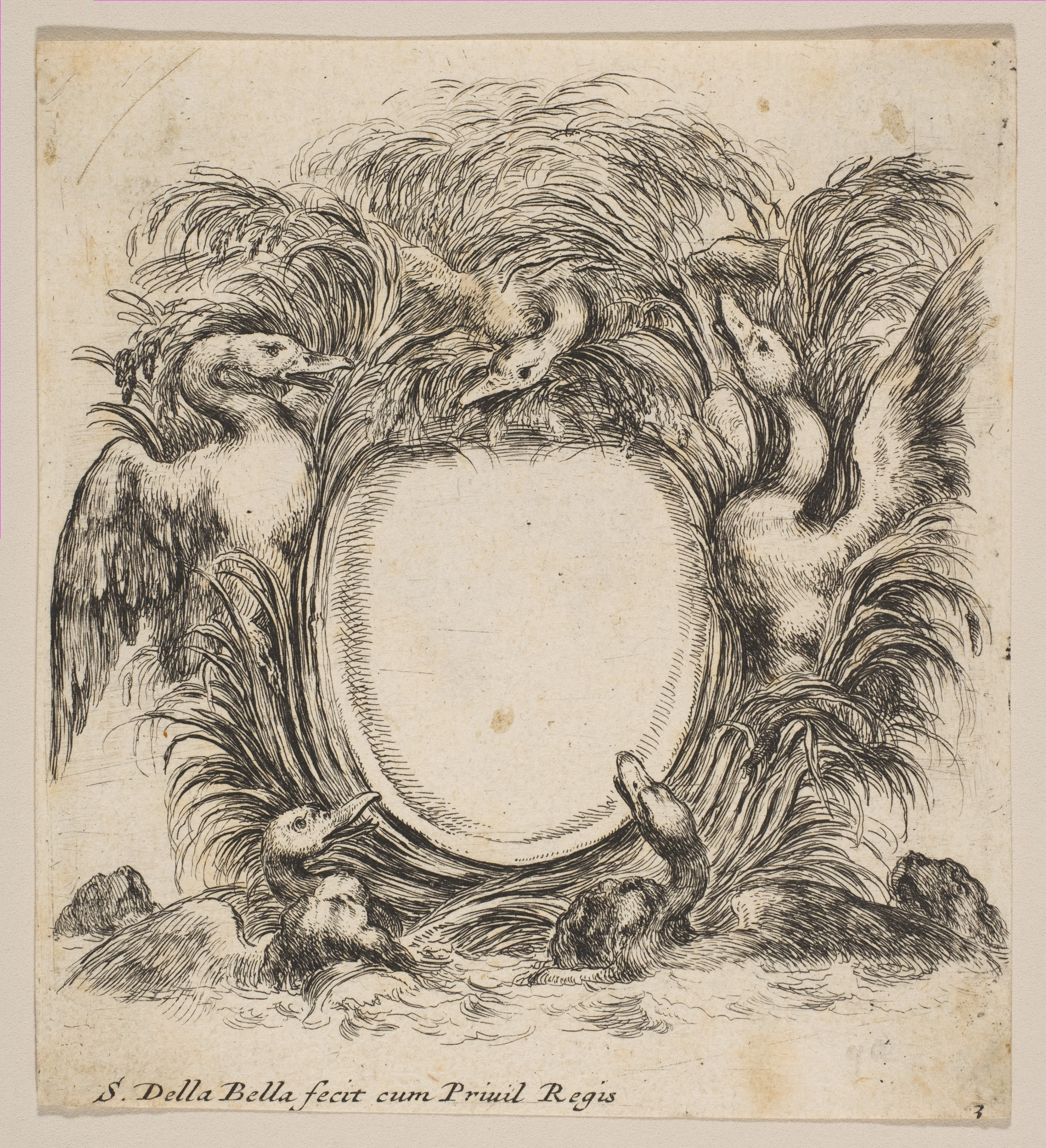
Картуш «в обрамлении уток и сорняков». Офорт по рисунку Стефано делла Белла. 1647. Нью-Йорк, Музей Метрополитен
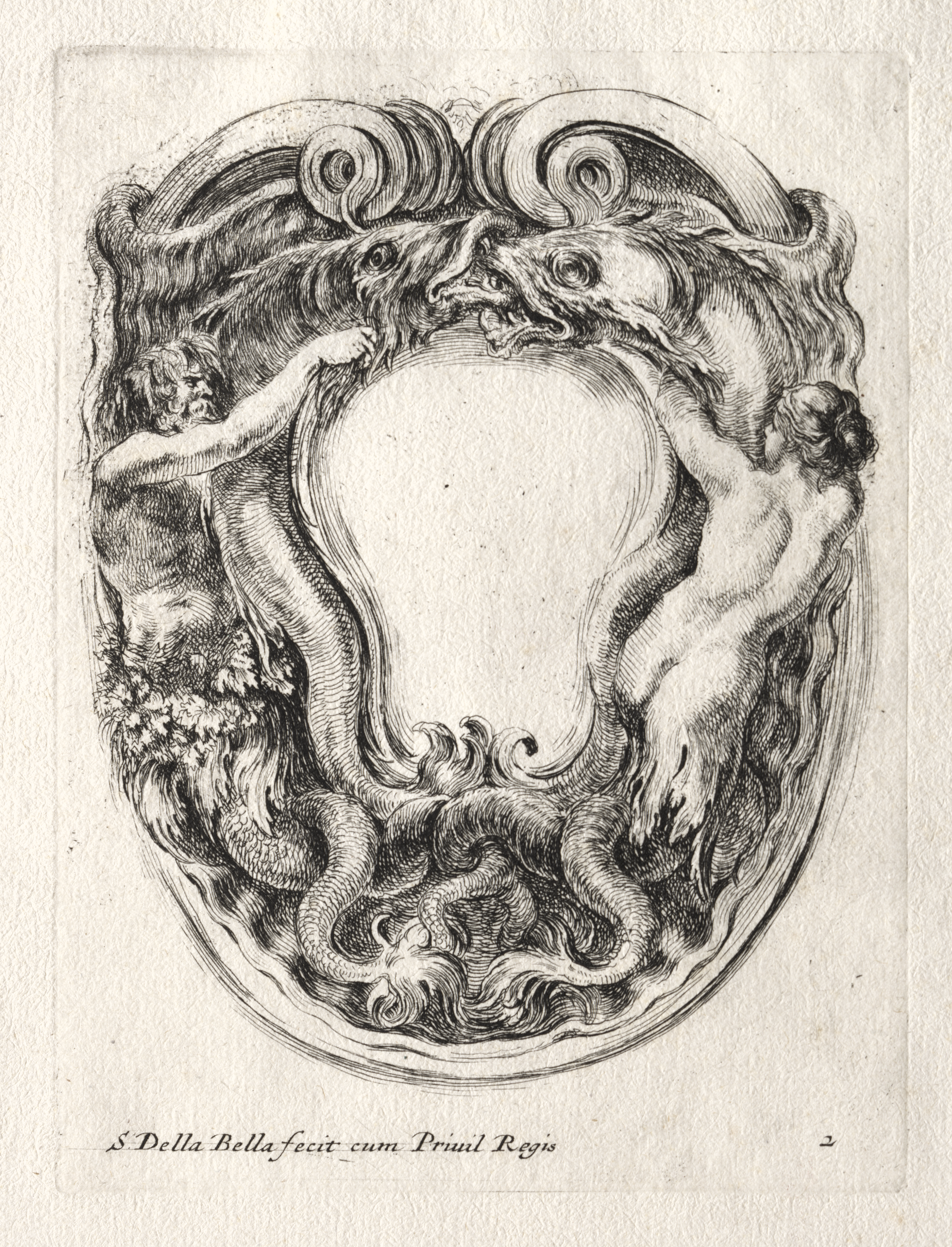
Стефано делла Белла. Картуш. 1647. Офорт. Кливленд, США, Художественный музей
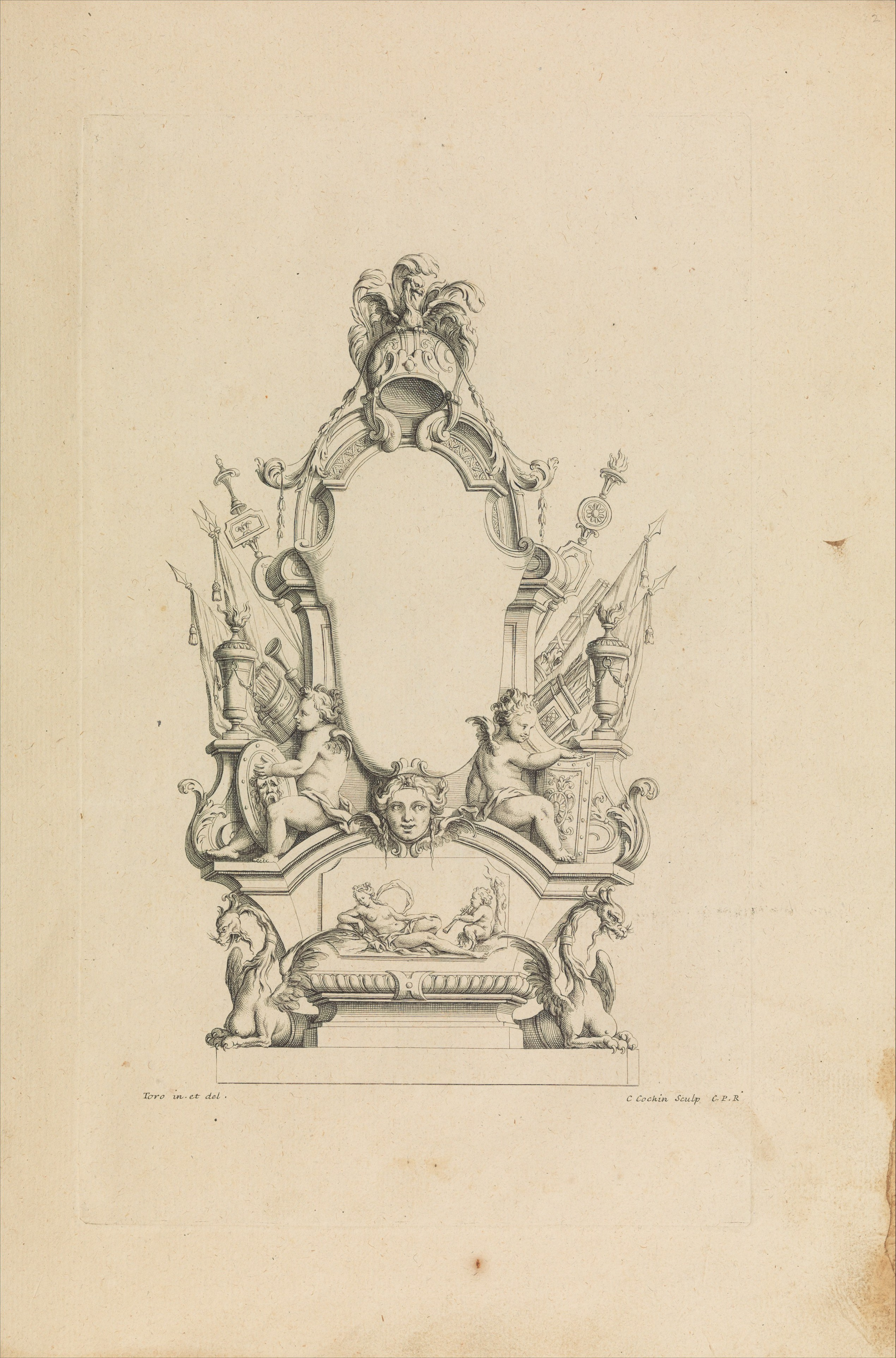
Картуш. 1716. Офорт. Нью-Йорк, Музей Метрополитен
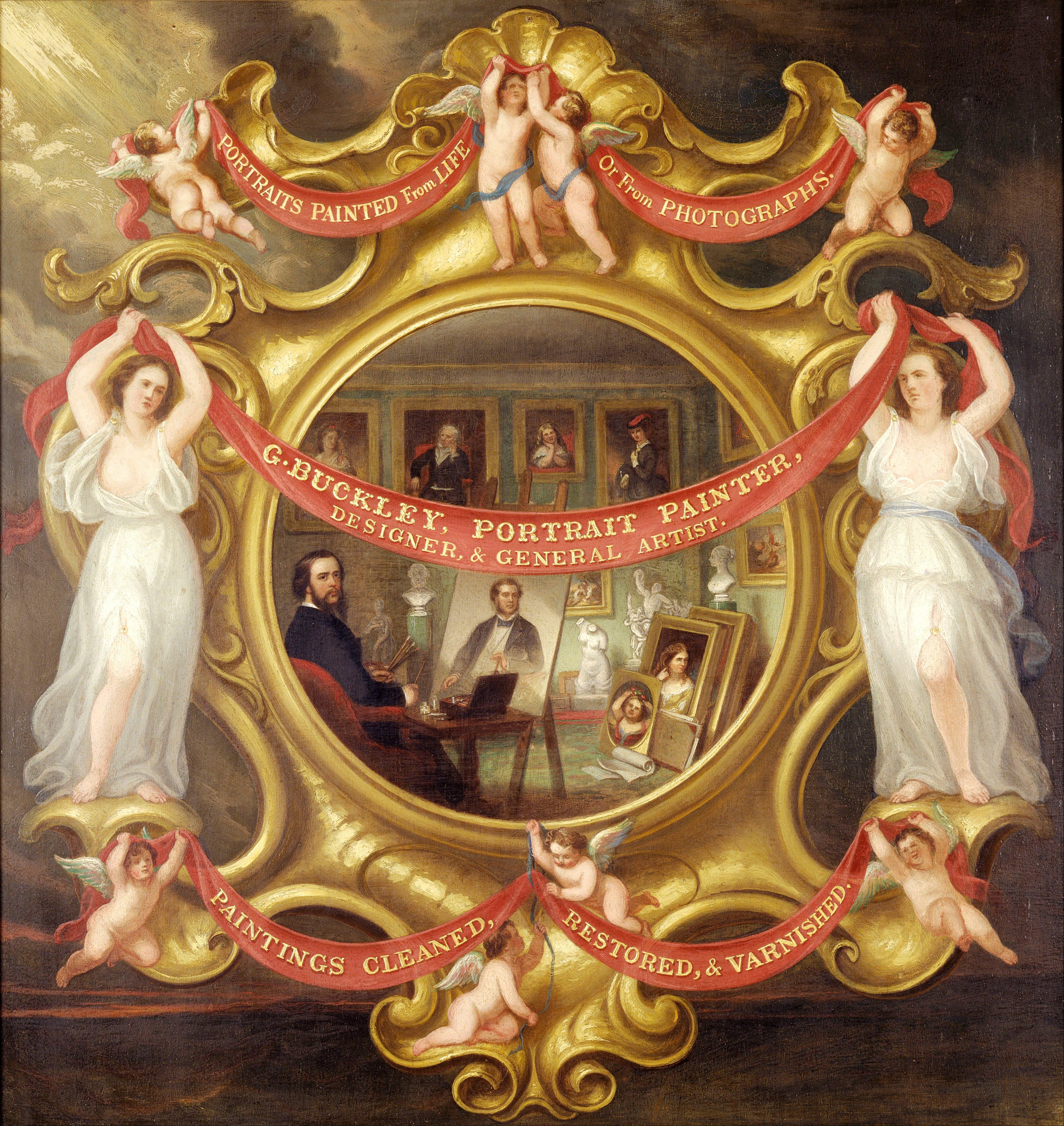
Реклама художника Дж. Бакли. 1855-1860. Лондон, Городской музей
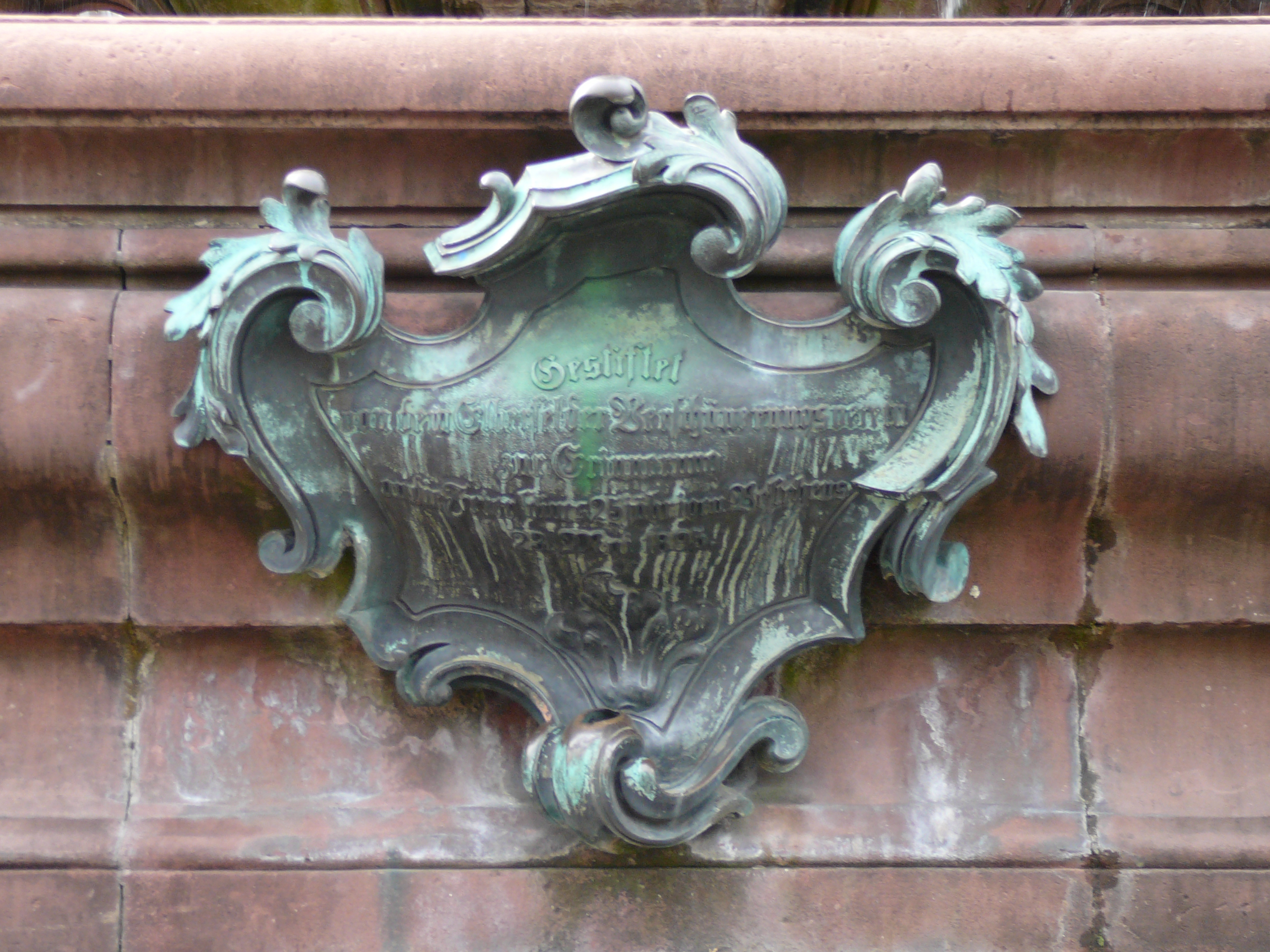
Картуш в стиле рококо. Бронза. Вупперталь, Германия
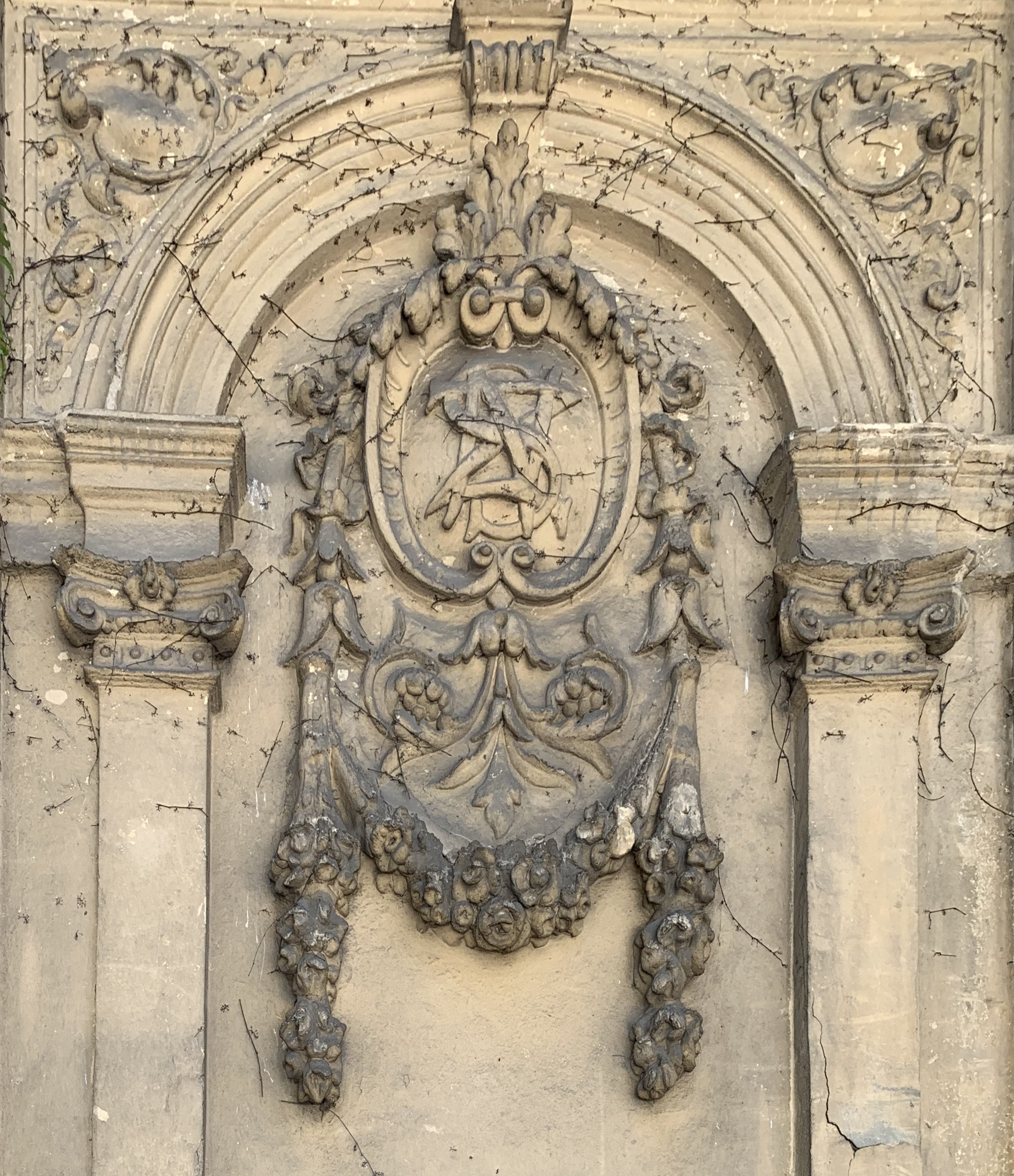
Картуш с монограммой ZNS и неоренессансным обрамлением. Бухарест
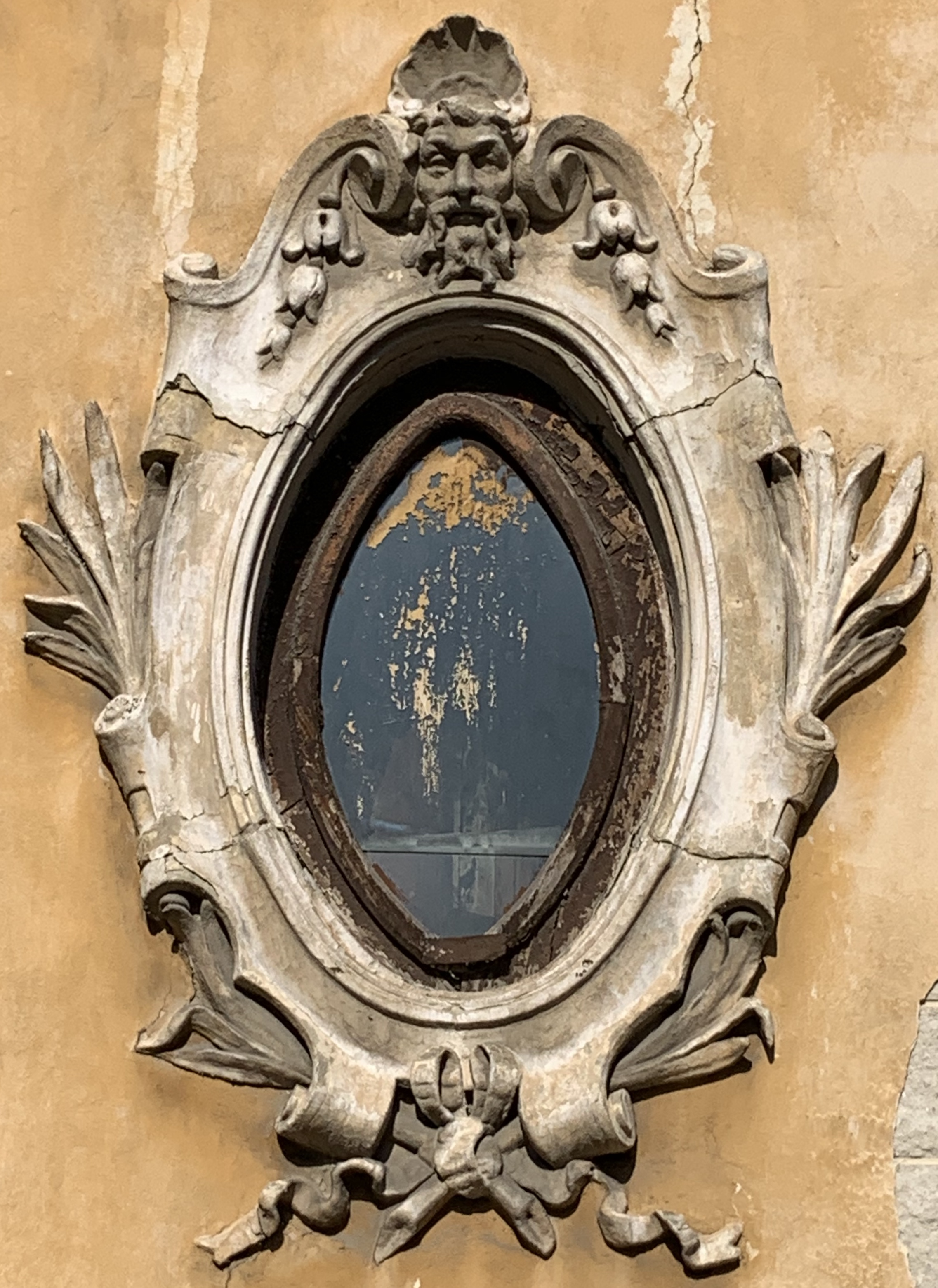
Оконный наличник в стиле необарокко  с маскароном. Бухарест
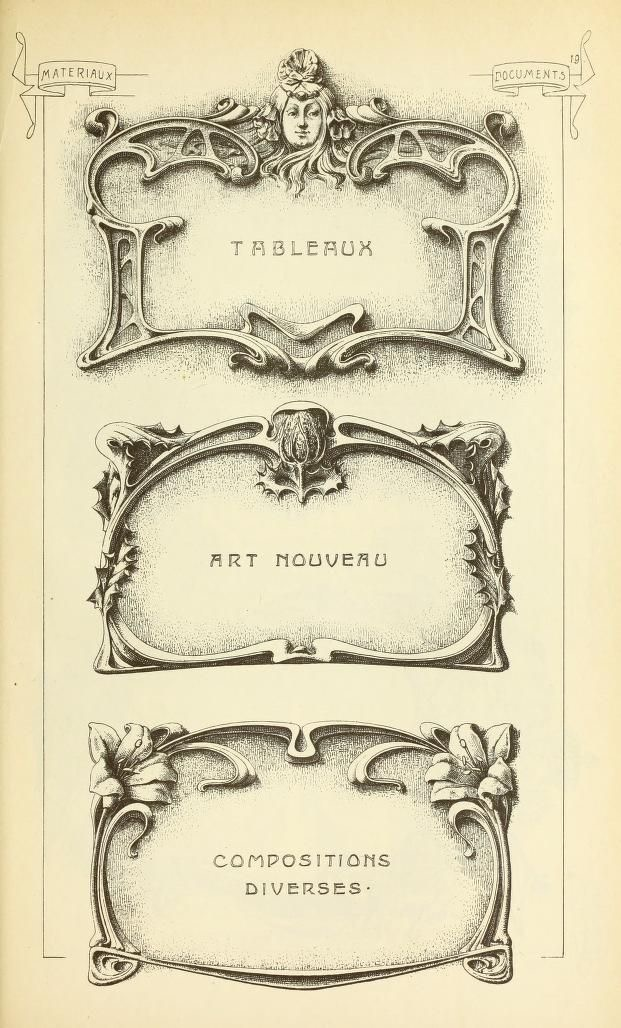
Образцы картушей периода модерна. Типографская печать
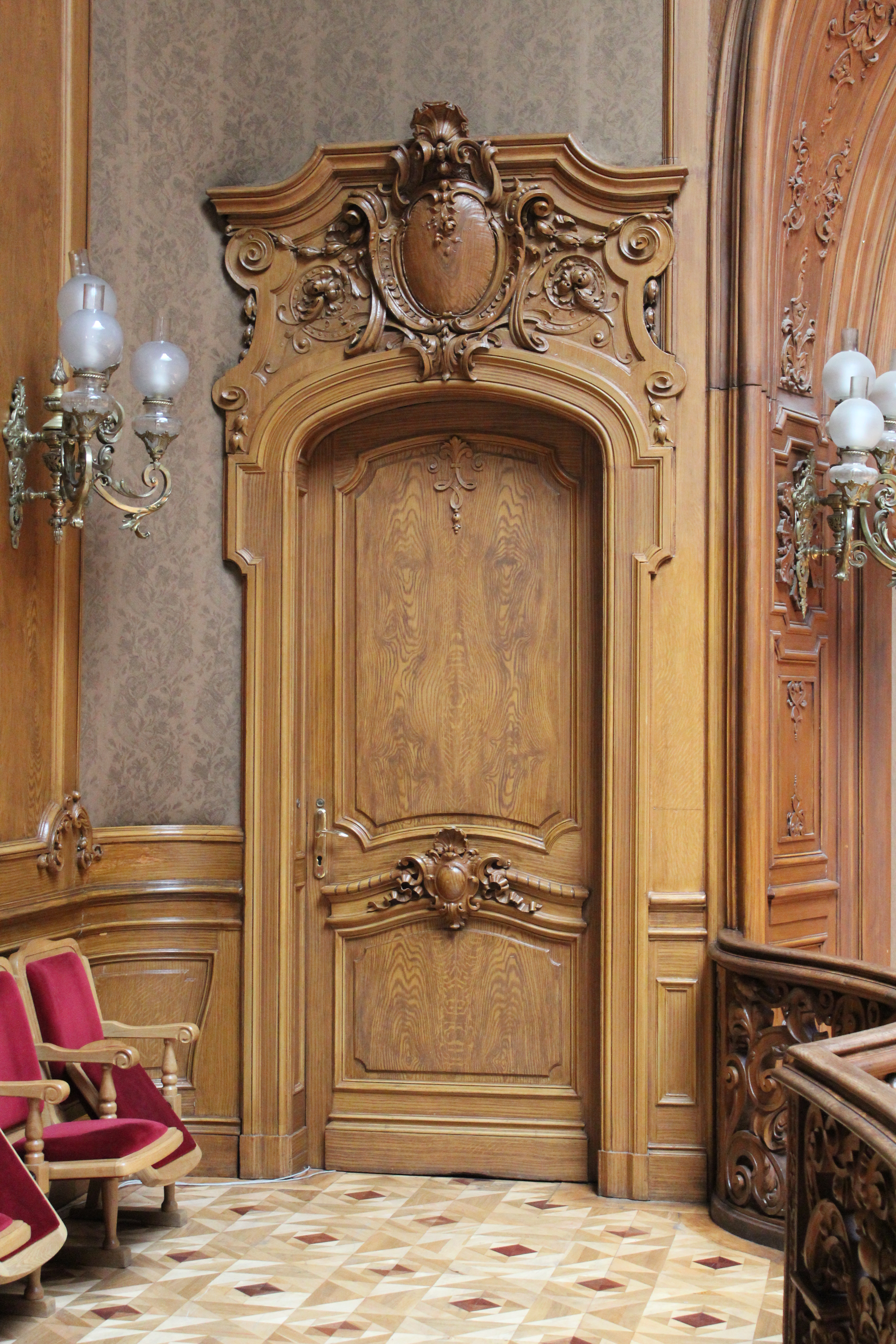
Картуш-десюдепорт дверного наличника. Львов, Украина. Интерьер Дома учёных
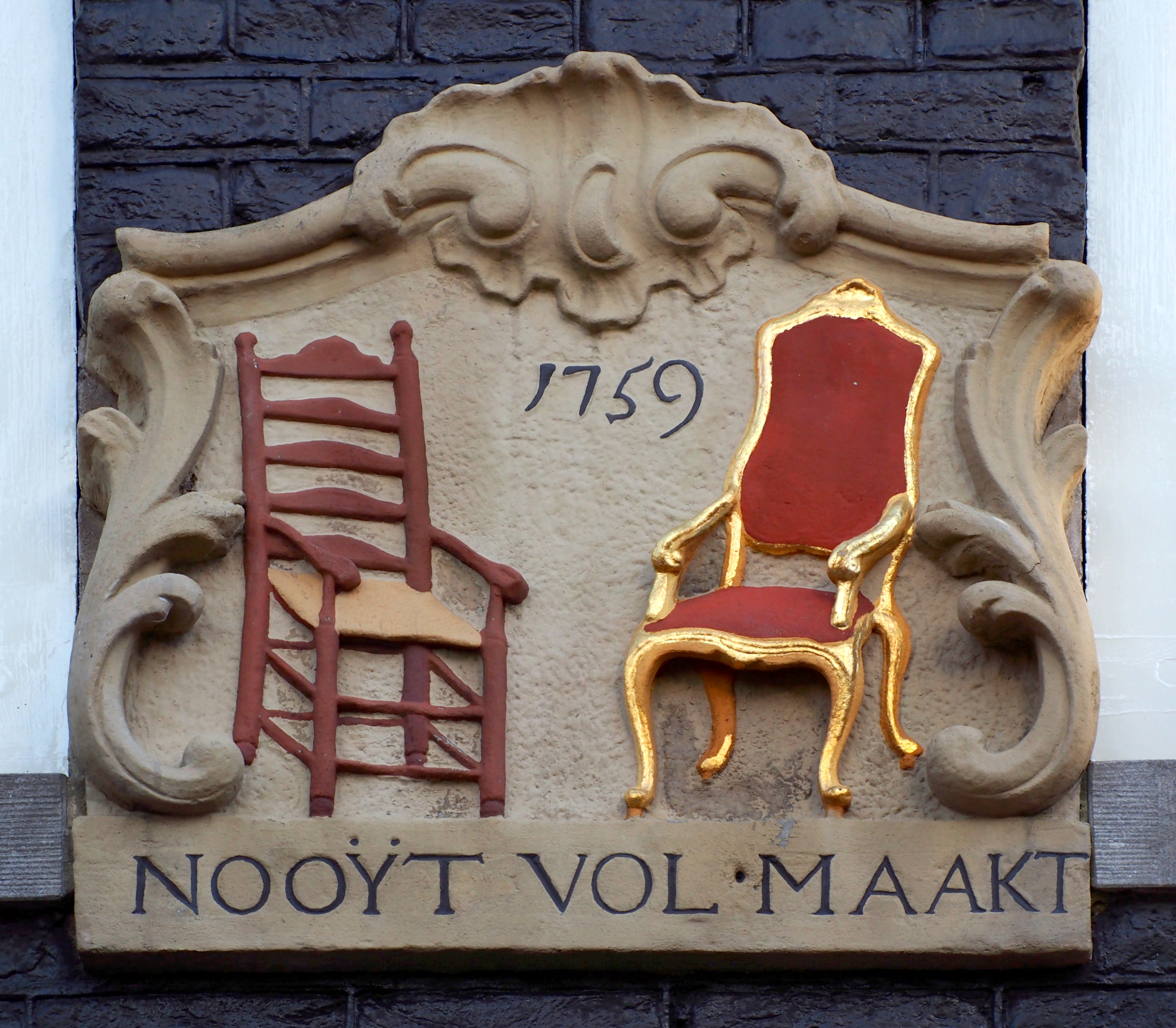
Картуш в стиле неорококо. 1759. Амстердам, Нидерланды
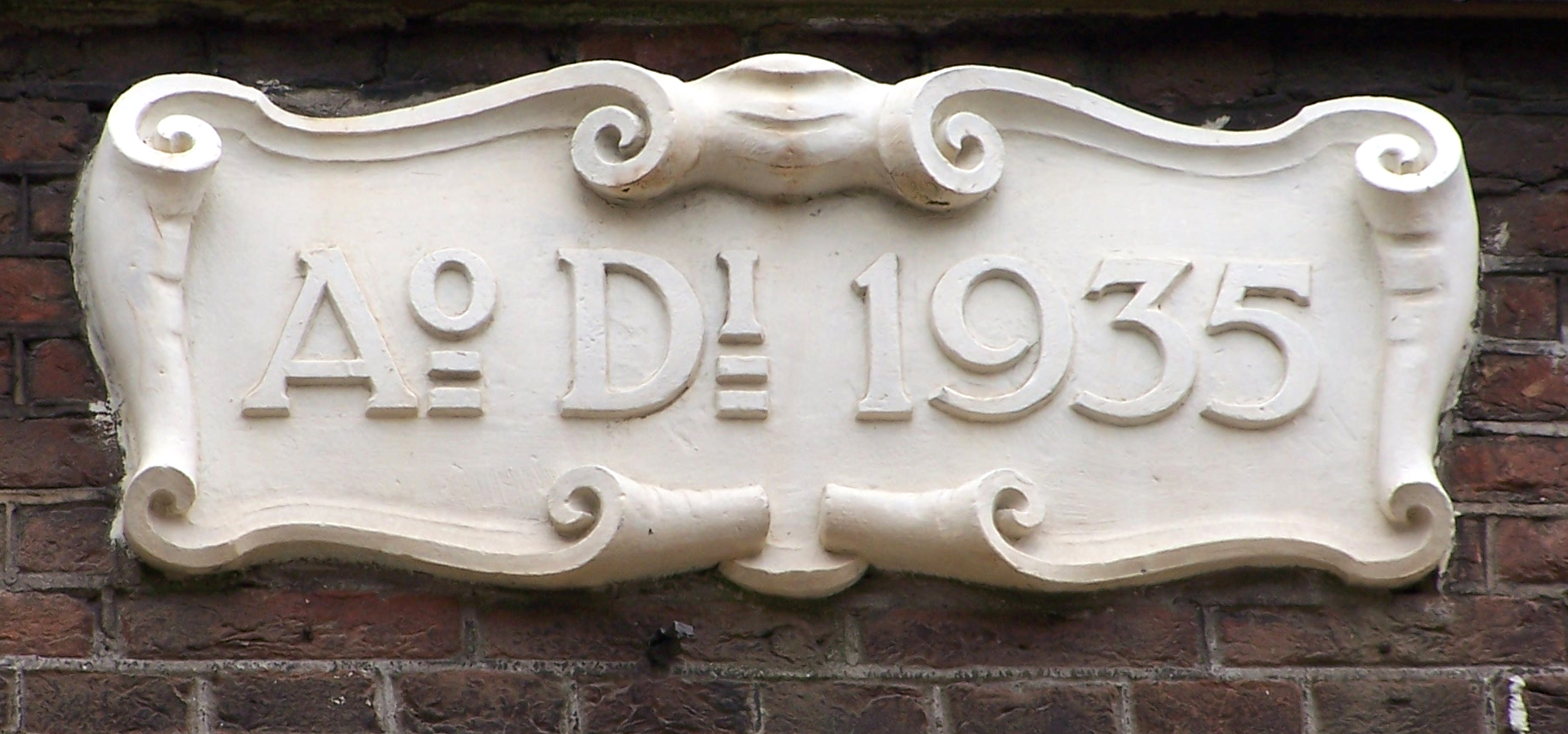
Картуш. 1935. Амстердам